# Lijst van voetbalinterlands Gabon - Kameroen
Deze lijst van voetbalinterlands is een overzicht van alle officiële voetbalwedstrijden tussen de nationale teams van Gabon en Kameroen. De landen speelden tot op heden twintig keer tegen elkaar. De eerste ontmoeting was een wedstrijd tijdens de Centraal-Afrikaanse Spelen 1976 op 29 juni 1976 in Libreville. Het laatste duel, een groepswedstrijd tijdens de Afrika Cup 2017, werd gespeeld in de Gabonese hoofdstad op 22 januari 2017.

## Wedstrijden
| №  | Plaats      | Datum            | Competitie                                        | Wedstrijd        | Uitslag |
| -- | ----------- | ---------------- | ------------------------------------------------- | ---------------- | ------- |
| 1  | Libreville  | 29 juni 1976     | Centraal-Afrikaanse Spelen 1976                   | Gabon − Kameroen | 0 − 0   |
| 2  | Huambo      | 27 augustus 1981 | Centraal-Afrikaanse Spelen 1981                   | Gabon − Kameroen | 0 − 0   |
| 3  | Brazzaville | 14 december 1984 | Vriendschappelijk                                 | Gabon − Kameroen | 0 − 0   |
| 4  | Brazzaville | 20 april 1987    | Centraal-Afrikaanse Spelen 1987                   | Kameroen − Gabon | 2 − 0   |
| 5  | Libreville  | 22 januari 1989  | WK 1990 kwalificatie                              | Gabon − Kameroen | 1 − 3   |
| 6  | Yaoundé     | 13 augustus 1989 | WK 1990 kwalificatie                              | Kameroen − Gabon | 2 − 1   |
| 7  | Bangui      | 5 december 1989  | Vriendschappelijk                                 | Gabon − Kameroen | 2 − 0   |
| 8  | Libreville  | 16 augustus 1992 | Afrika Cup 1994 kwalificatie                      | Gabon − Kameroen | 0 − 0   |
| 9  | Yaoundé     | 25 april 1993    | Afrika Cup 1994 kwalificatie                      | Kameroen − Gabon | 0 − 0   |
| 10 | Libreville  | 26 november 1995 | Vriendschappelijk                                 | Gabon − Kameroen | 1 − 2   |
| 11 | Libreville  | 2 december 1995  | Vriendschappelijk                                 | Kameroen − Gabon | 0 − 0   |
| 12 | Libreville  | 6 oktober 1996   | Afrika Cup 1998 kwalificatie                      | Gabon − Kameroen | 0 − 0   |
| 13 | Yaoundé     | 22 juni 1997     | Afrika Cup 1998 kwalificatie                      | Kameroen − Gabon | 2 − 2   |
| 14 | Libreville  | 5 september 2009 | WK 2010 kwalificatie                              | Gabon − Kameroen | 0 − 2   |
| 15 | Yaoundé     | 9 september 2009 | WK 2010 kwalificatie                              | Kameroen − Gabon | 2 − 1   |
| 16 | Lubango     | 13 januari 2010  | Afrika Cup 2010                                   | Kameroen − Gabon | 0 − 1   |
| 17 | Yaoundé     | 28 juli 2013     | African Championship of Nations 2014 kwalificatie | Kameroen − Gabon | 1 − 0   |
| 18 | Libreville  | 10 augustus 2013 | African Championship of Nations 2014 kwalificatie | Gabon − Kameroen | 1 − 0   |
| 19 | Limbe       | 6 september 2016 | Vriendschappelijk                                 | Kameroen − Gabon | 2 − 1   |
| 20 | Libreville  | 22 januari 2017  | Afrika Cup 2017                                   | Gabon − Kameroen | 0 − 0   |

## Samenvatting
| Competitie                                   | Totaal gespeeld | Winst Gabon | Gelijk | Winst Kameroen | Doelsaldo Gabon – Kameroen |
| -------------------------------------------- | --------------- | ----------- | ------ | -------------- | -------------------------- |
| WK-kwalificatie                              | 4               | 0           | 0      | 4              | 3 − 9                      |
| Afrika Cup                                   | 2               | 1           | 1      | 0              | 1 − 0                      |
| Afrika Cup-kwalificatie                      | 4               | 0           | 4      | 0              | 2 − 2                      |
| African Championship of Nations-kwalificatie | 2               | 1           | 0      | 1              | 1 − 1                      |
| Centraal-Afrikaanse Spelen                   | 3               | 0           | 2      | 1              | 0 − 2                      |
| Vriendschappelijk                            | 5               | 1           | 2      | 2              | 4 − 4                      |
| Totaal                                       | 20              | 3           | 9      | 8              | 11 − 18                    |

## Details

### Eerste ontmoeting
| Centraal-Afrikaanse Spelen 1976 (Libreville, Gabon, 29 juni 1976): |       |          |
| Gabon                                                              | 0 – 0 | Kameroen |
|                                                                    | goals |          |

### Tweede ontmoeting
| Centraal-Afrikaanse Spelen 1981 (Huambo, Angola, 27 augustus 1981): |       |          |
| Gabon                                                               | 0 – 0 | Kameroen |
|                                                                     | goals |          |

### Derde ontmoeting
| Vriendschappelijk (Brazzaville, Gabon, 14 december 1984): |       |          |
| Gabon                                                     | 0 – 0 | Kameroen |
|                                                           | goals |          |

### Elfde ontmoeting
| Vriendschappelijk (Libreville, Gabon, 2 december 1995): |       |          |
| Gabon                                                   | 0 – 0 | Kameroen |
|                                                         | goals |          |

### Twaalfde ontmoeting
| Afrika Cup 1998 kwalificatie (Libreville, Gabon, 6 oktober 1996): |       |          |
| Gabon                                                             | 0 – 0 | Kameroen |
|                                                                   | goals |          |

### Twintigste ontmoeting
| Afrika Cup 2017 (Libreville, Gabon, 22 januari 2017): |              | |
| Gabon | 0 – 0        | Kameroen |
| | goals        | |
| José Antonio Camacho | bondscoach   | Hugo Broos |
| Didier Ovono Ebang Aaron Appindangoyé Bruno Écuélé Lloyd Palun 72' André Biyogo Poko Serge-Junior Martinsson Ngouali Benjamin Zé Ondo 57' Denis Bouanga Didier Ndong Malick Evouna 77' Pierre-Emerick Aubameyang | opstellingen | Joseph Ondoa Nicolas N'Koulou Adolphe Teikeu Michael Ngadeu-Ngadjui Ambroise Oyongo Collins Fai 76' Edgar Salli 83' Christian Bassogog Sébastien Siani Benjamin Moukandjo 83' Robert Tambe |
| Yohann Wachter 57' Serge Angoué 72' Samson Mbingui 77' | wissels      | 76' Jacques Zoua 83' Vincent Aboubakar 83' Karl Toko Ekambi |
| | gele kaarten | 18' Sébastien Siani |

FGF · A-internationals · Selecties · Bondscoaches · Olympisch elftal · Gabonees vrouwenelftal
1960 – 1969 ·
1970 – 1979 ·
1980 – 1989 ·
1990 – 1999 ·
2000 – 2009 ·
2010 – 2019 ·
2020 − 2029
1960 · 
1961 · 
1962 · 
1963 · 
1964 ·
1965 · 
1966 · 
1967 · 
1968 ·
1969 · 
1970 · 
1971 · 
1972 · 
1973 ·
1974 ·
1975 ·
1976 · 
1977 · 
1978 · 
1979 · 
1980 · 
1981 · 
1982 · 
1983 · 
1984 · 
1985 · 
1986 · 
1987 · 
1988 · 
1989 · 
1990 · 
1991 · 
1992 · 
1993 · 
1994 · 
1995 · 
1996 · 
1997 · 
1998 · 
1999 · 
2000 · 
2001 · 
2002 · 
2003 · 
2004 · 
2005 · 
2006 · 
2007 · 
2008 · 
2009 · 
2010 · 
2011 · 
2012 · 
2013 · 
2014 ·
2015 ·
2016 ·
2017 ·
2018 ·
2019 ·
2020 ·
2021 ·
2022 ·
2023
Algerije ·
Andorra ·
Angola ·
België ·
Benin ·
Botswana ·
Brazilië ·
Burkina Faso ·
Burundi ·
Centraal-Afrikaanse Republiek ·
Comoren ·
Congo-Brazzaville ·
Congo-Kinshasa ·
Egypte ·
Equatoriaal-Guinea ·
Gambia ·
Ghana ·
Guinee ·
Guinee-Bissau ·
Ivoorkust ·
Kaapverdië ·
Kameroen ·
Kenia ·
Lesotho ·
Libanon ·
Liberia ·
Libië ·
Madagaskar ·
Malawi ·
Mali ·
Malta ·
Marokko ·
Mauritanië ·
Mauritius ·
Mozambique ·
Namibië ·
Niger ·
Nigeria ·
Oeganda ·
Oman ·
Portugal ·
Rwanda ·
Sao Tomé en Principe ·
Saoedi-Arabië ·
Senegal ·
Seychellen ·
Sierra Leone ·
Soedan ·
Swaziland ·
Tanzania ·
Thailand ·
Togo ·
Tsjaad ·
Tunesië ·
Verenigde Arabische Emiraten ·
Wit-Rusland ·
Zambia ·
Zimbabwe ·
Zuid-Afrika ·
Zuid-Soedan
FCF · A-internationals · Selecties · Bondscoaches · Statistieken · Kameroens vrouwenelftal · Kameroen U21 · Kameroen U20 · Kameroen U19 · Kameroen U18 · Kameroen U17
1960 – 1969 · 
1970 – 1979 · 
1980 – 1989 · 
1990 – 1999 · 
2000 – 2009 · 
2010 – 2019 ·
2020 − 2029
CC 2001 · 
CC 2003
WK 1982 · 
WK 1990 · 
WK 1994 · 
WK 1998 · 
WK 2002 · 
WK 2010 · 
WK 2014 ·
WK 2022
OS 1984 · 
OS 2000 · 
OS 2008
1961 · 
1960 · 
1961 · 
1962 · 
1963 · 
1964 · 
1965 · 
1966 · 
1967 · 
1968 · 
1969 · 
1970 · 
1971 · 
1972 · 
1973 · 
1974 · 
1975 · 
1976 · 
1977 · 
1978 · 
1979 · 
1980 · 
1981 · 
1982 · 
1983 · 
1984 · 
1985 · 
1986 · 
1987 · 
1988 · 
1989 · 
1990 · 
1991 · 
1992 · 
1993 · 
1994 · 
1995 · 
1996 · 
1997 · 
1998 · 
1999 · 
2000 · 
2001 · 
2002 · 
2003 · 
2004 · 
2005 · 
2006 · 
2007 · 
2008 · 
2009 · 
2010 · 
2011 · 
2012 · 
2013 ·
2014 ·
2015 ·
2016 ·
2017 ·
2018 ·
2019 ·
2020 ·
2021 ·
2022
Albanië ·
Algerije ·
Angola ·
Argentinië ·
Australië ·
Benin ·
Bolivia ·
Brazilië ·
Bulgarije ·
Burkina Faso ·
Burundi ·
Canada ·
Centraal-Afrikaanse Republiek ·
Chili ·
Colombia ·
Comoren ·
Congo-Brazzaville ·
Congo-Kinshasa ·
Costa Rica ·
Cuba ·
Denemarken ·
Duitsland ·
Egypte ·
Engeland ·
Equatoriaal-Guinea ·
Eritrea ·
Ethiopië ·
Finland ·
Frankrijk ·
Gabon ·
Gambia ·
Georgië ·
Ghana ·
Griekenland ·
Guinee ·
Guinee-Bissau ·
Ierland ·
India ·
Indonesië ·
Iran ·
Italië ·
Ivoorkust ·
Jamaica ·
Japan ·
Kaapverdië ·
Kenia ·
Koeweit ·
Kroatië ·
Lesotho ·
Liberia ·
Libië ·
Luxemburg ·
Madagaskar ·
Malawi ·
Mali ·
Marokko ·
Mauritanië ·
Mauritius ·
Mexico ·
Moldavië · 
Mozambique ·
Namibië ·
Nederland ·
Niger ·
Nigeria ·
Noord-Macedonië ·
Noorwegen ·
Oeganda ·
Oekraïne ·
Oezbekistan ·
Oostenrijk ·
Panama ·
Paraguay ·
Peru ·
Polen ·
Portugal ·
Roemenië ·
Rusland ·
Rwanda ·
Saoedi-Arabië ·
Sao Tomé en Principe ·
Senegal ·
Servië ·
Sierra Leone ·
Slowakije ·
Soedan ·
Somalië ·
Sovjet-Unie ·
Swaziland ·
Tanzania ·
Thailand · 
Togo ·
Tsjaad ·
Tunesië ·
Turkije ·
Verenigde Staten ·
Zambia ·
Zimbabwe ·
Zuid-Afrika ·
Zuid-Korea ·
Zuid-Soedan ·
Zweden ·
Zwitserland
Brazilië (2014) · 
Brazilië (2022) · 
Denemarken (2010) · 
Egypte (2017) ·
Frankrijk (2003) · 
Italië (1982) · 
Japan (2010) · 
Kroatië (2014) · 
Mexico (2014) ·
Nederland (2010) · 
Peru (1982) · 
Polen (1982) · 
Servië (2022)